# Nederlandse gemeenteraadsverkiezingen 1999
De Nederlandse gemeenteraadsverkiezingen in 1999 waren reguliere gemeenteraadsverkiezingen in Nederland. Zij werden gehouden op 3 maart 1999 in 29 (van de 538) gemeenten.
Op 1 januari 1997 was in Noord-Brabant een grote gemeentelijke herindeling doorgevoerd. De herindelingsverkiezingen vanwege deze herindeling waren gehouden op 27 november 1996.
Het oorspronkelijk bij de Tweede Kamer ingediende wetsvoorstel voorzag voor de per 1 januari 1997 aangetreden gemeenteraden in een zittingsduur van 5 jaar en 4 maanden, tot de gemeenteraadsverkiezingen van 2002, met overslaan van de reguliere verkiezingen van 1998. Bij de behandeling van het wetsvoorstel in de Tweede Kamer werd deze zittingsperiode te lang geacht. Bij amendement werd aan het wetsvoorstel toegevoegd dat op 3 maart 1999 reguliere gemeenteraadsverkiezingen zouden worden gehouden in de bij deze herindeling betrokken gemeenten. Deze datum viel - om praktische redenen - samen met de Provinciale Statenverkiezingen van 1999.